# Ulica Stefana Okrzei w Warszawie

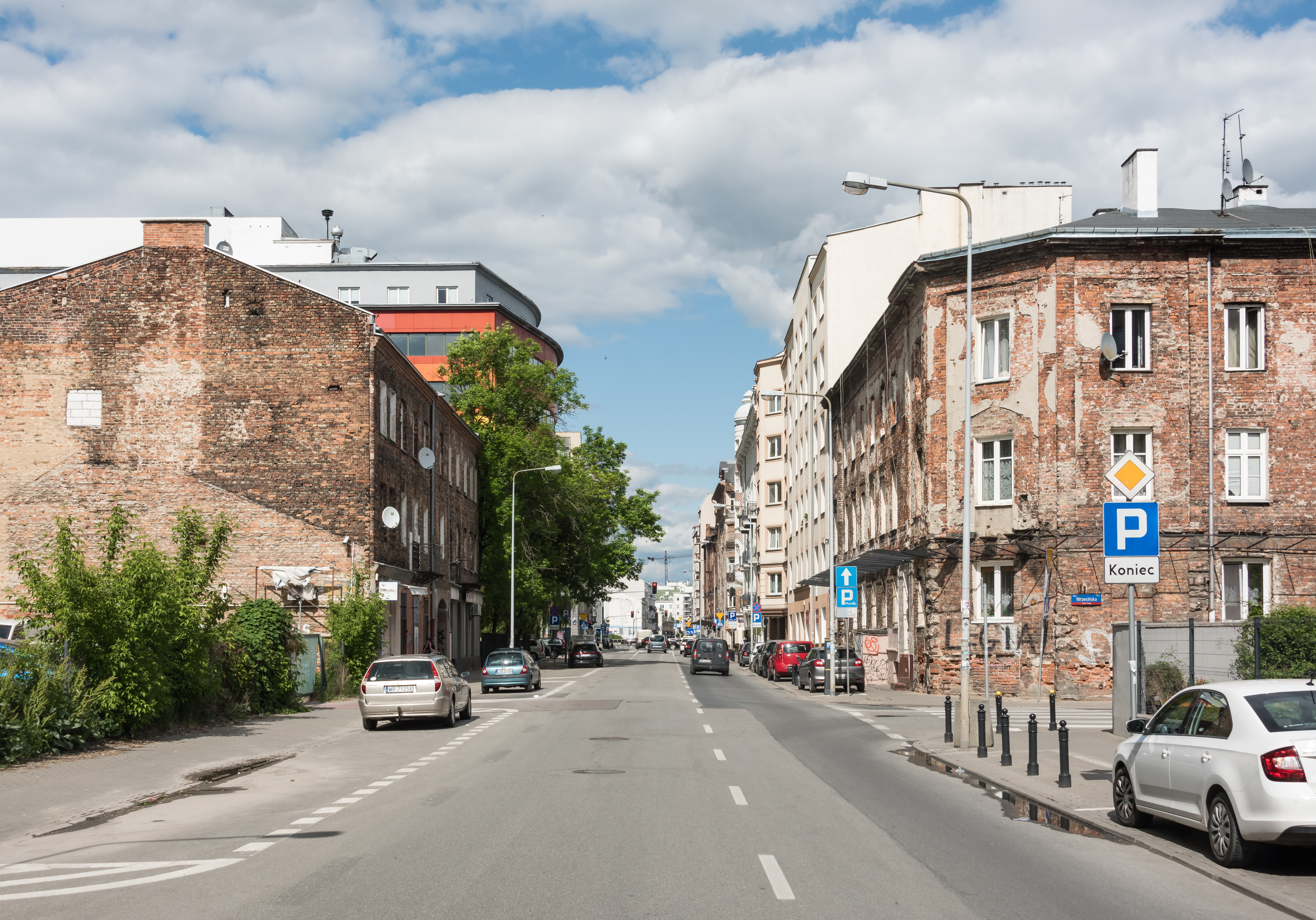
Ulica Stefana Okrzei przy ul. Wrzesińskiej, widok w kierunku wschodnim

Ulica Stefana Okrzei – ulica w dzielnicy Praga-Północ w Warszawie.

## Historia
Dawna droga narolna, oddzielająca grunty Pragi od gruntów Skaryszewa.
Pierwotnie, ze względu na nawierzchnię, nazywana Brukowaną, a po 1815 – Brukową. Obecną nazwę nadano w 1949.
W 1792 przy ulicy znajdowało się 18 drewnianych domów. Ulica prowadziła do przeprawy przez Wisłę, u jej wylotu budowano w II połowie XVIII i na początku XIX wieku sezonowe mosty łyżwowe (w tym w 1775 most Ponińskiego). Po 1809 funkcję ulicy przelotowej przejęła jednak równoległa ulica Szeroka (nazywana również Brukową, od 1991 ks. Ignacego Kłopotowskiego), przy której mosty łyżwowe wznoszono aż do 1864, tj. do czasu wybudowania mostu Kierbedzia.
W XIX wieku w okolicy zaczęły powstawać zakłady przemysłowe m.in. Warszawskie Towarzystwo Wyrobów Metalowych i Emaliowanych „Wulkan”, przeniesione tutaj w 1864 z lewobrzeżnej Warszawy. W 1881–1882 spółka zbudowała nowe budynki produkcyjne przy obecnej ul. Jagiellońskiej. W fabryce „Wulkan” pracował obecny patron ulicy Stefan Okrzeja. 
W ostatnich latach XIX wieku przy ulicy rozpoczęła działalność manufaktura pończoszniczo-trykotowa Augusta Marschela, przebudowana po 1915 na młyn Fiszela Fuchsa. Obiekt został przejęty w 1930 przez Przetwórczą Spółdzielnię Pracy „Warmłyn”, a jego relikty (ceglana elewacja magazynu) zostały w 1999 wkomponowane w kompleks apartamentowo-usługowy „Symfonia” (nr 23).
We wrześniu 1885 w kamienicy Mintera rozpoczęło działalność Gimnazjum Praskie.
Od lat 90. XIX wieku przy Brukowej zaczęły powstawać wielkomiejskie eklektyczne kamienice, wśród nich wzniesiona w 1906 narożna kamienica Pod Sowami (kamienica księcia Witolda Massalskiego i Kruga, nr 26), uważana za najcenniejszą pod względem architektury i klasy wystroju kamienicę czynszową na Pradze.
W 1925 po południowej stronie Brukowej powstały nowoczesne obiekty rzeźni miejskiej. W latach 1924–1926 przy ulicy (z frontem do ulicy Sierakowskiego) wzniesiono monumentalny gmach Żydowskiego Domu Akademickiego, przeznaczony dla studiujących w Warszawie studentów żydowskich. Po 1944 w budynku mieściły się m.in. siedziba NKWD oraz Wojewódzki Urząd Bezpieczeństwa Publicznego.
Zabudowa ulicy została częściowo zniszczona podczas II wojny światowej. Szczególnie ucierpiała podczas walk o Pragę we wrześniu 1944 oraz niemieckiego ostrzału artyleryjskiego z lewego brzegu Wisły. W latach 1945−1946 stanowiła dojazd do mostu wysokowodnego.
Ulicy Brukowej nadano nazwę ulica Stefana Okrzei uchwałą Rady Narodowej m.st. Warszawy z dnia 26 marca 1949.
W związku z uciążliwością dla otoczenia po wojnie podjęto decyzję o stopniowej rozbiórce rzeźni. W latach 1997–1999 pod numerem 1a wzniesiono neomodernistyczny budynek biurowy Dominanta Praska.
Na osi ulicy Okrzei powstała kładka na Wiśle oddana do użytku w 2024 roku.

## Ważniejsze obiekty
- Pomnik Kościuszkowców
- Kamienica Mintera (ul. Sierakowskiego 4)
- Dawny Żydowski Dom Akademicki (ul. Sierakowskiego 7)
- Dom Generalny Sióstr Loretanek (ul. ks. I. Kłopotowskiego 18)
- Kamienica Pod Sowami (nr 26)
- Centrum Praha (ul. Jagiellońska 26)
- zabytkowa kamienica przy ul. Okrzei 30[14][15]

## Obiekty nieistniejące
- Fabryka Ślusarska Zagórnego i Ogórkiewicza